# Esther Hart

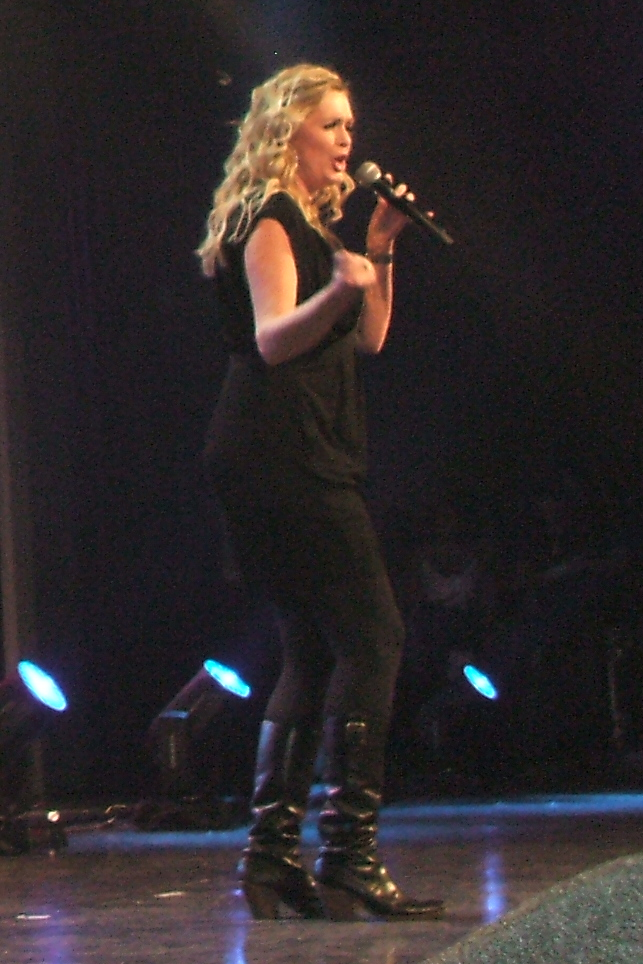
Esther Hart 2011

Esther Hart är artistnamnet för Esther Katinka Hartkamp, född 3 juni 1970 i Epe, Nederländerna och som är en holländsk sångerska.

## Eurovision Song Contest
Esther Hart var planerad att uppträda i brittiska A song for Europe - BBC:s uttagning till Eurovision Song Contest 2003 - med låten Wait for Moment, men hon drog tillbaka sin medverkan, då hon även tävlade i den nederländska uttagningen till tävlingen, vilket är emot tävlingens regler. Hon vann den nederländska uttagningen Nationaal Songfestival med sitt bidrag One More Night.  I finalen i Riga, Lettland, slutade bidraget på 13:e plats. Hon återvände till tävlingen som den holländska röstavlämnaren under omröstningen av Eurovision Song Contest 2008.